# Markus-Passion (J. S. Bach)
Die Markus-Passion, BWV 247, ist eine oratorische Passion von Johann Sebastian Bach, die das Leiden und Sterben Jesu Christi nach dem Evangelium nach Markus zum Thema hat. Während das Libretto von Picander in einer Gedichtsammlung vollständig erhalten ist, gilt die Musik als verschollen, im Gegensatz zur vollständig erhaltenen Matthäus-Passion und Johannes-Passion; die Lukas-Passion gilt als weitestgehend nicht authentisch.
Die Markus-Passion wurde am Karfreitag am 23. März 1731 in Leipzig uraufgeführt. Zudem konnten neuere Forschungen nachweisen, dass Bach diese Passion selber mindestens noch einmal, nämlich am Karfreitag des Jahres 1744, in einer überarbeiteten Version (Spätfassung) aufgeführt hat. Dazu fügte er neben der Änderung kleinerer Textpassagen zwei weitere Arien hinzu.
Obwohl die Musik verschollen ist, kann das Werk durch das vollständig erhaltene Libretto der Frühfassung von 1731 und der Spätfassung von 1744 bis zu einem gewissen Grade rekonstruiert werden. Im Gegensatz zu den beiden anderen authentischen erhaltenen Passionen war die Markus-Passion wohl eine Parodie, das heißt, Bach verwendete Sätze von bereits zuvor komponierten Werken wieder, beispielsweise aus der Kantate Widerstehe doch der Sünde BWV 54 und der Trauerode BWV 198. Zwei Chorsätze der Markus-Passion übernahm er möglicherweise später in das Weihnachtsoratorium. Doch wurde nicht für alle Arien ein Original gefunden, und auch die Rezitative sind verschollen.

## Rekonstruktion
Es ist eine erstaunliche Anzahl von Versuchen unternommen worden, andere Arien aus Bachs Kantaten zu identifizieren und ihnen die Texte der Markuspassion zu unterlegen; die Rezitative wurden manchmal gesprochen, manchmal neukomponiert, manchmal aus der (ebenfalls von Bach mehrfach aufgeführten und dabei auch bearbeiteten) Hamburger Markuspassion Reinhard oder Gottfried Keisers übernommen oder aus anderen Werken Bachs. Beispiele solcher Versuche wurden vorgelegt von Diethard Hellmann (1964/1976), Gustav Adolf Theill (1978), Simon Heighes (1995), Austin Harvey Gomme (1997), Rudolf Kelber (1998), Ton Koopman (1999), Johannes H. E. Koch (1999; basierend auf Hellman), Alexander Ferdinand Grychtolik (2007 und 2016), Jörn Boysen (2010), Freddy Eichelberger (2015) und Andreas Fischer (2016).
Ob diese vielfältigen Bemühungen immer zielführend waren, lässt sich durchaus bezweifeln. Martin Elste urteilte: „Was dabei herauskommt, ist, stilistisch gesehen, möglicherweise ‚bachischer‘ als alles, was in der Romantik unter Bach’schem Klanggeschehen verstanden wurde, und gerät dennoch zum Plagiat à la Disneyland […] oder dem Schinkel’schen Konzerthaus am Gendarmenmarkt.“ Sven Hiemke kommt zu einem neutraleren Urteil: „Bachs Haus hat bekanntlich viele Wohnungen, und sein Appartement ‚Markus-Passion‘ wird augenscheinlich von besonders vielen Mietern bewohnt. Was sie eint, ist das Bestreben, Bachs Passionsmusik – sei es in vertrauter, sei es in ganz neuer Umgebung – zu neuer Aktualität zu verhelfen. Wer wollte hier Uniformität erzwingen wollen? Weder die Verfechter einer ‚historischen‘ Rekonstruktion noch die Anhänger einer ‚stilistisch kontrastierenden‘ Ergänzung der Markus-Passion sollten ihre Entscheidung zur künstlerischen Gewissensfrage auftakeln.“
Andere Komponisten haben nicht Stilkopie oder „Rekonstruktion“ angestrebt, sondern den bewussten Kontrast mit Elementen Neuer Musik versucht, darunter Volker Bräutigam (in Zwölftontechnik, 1981), Otfried Büsing (Und ich erzähle, 1993), Matthias Heep oder Jakob Gruchmann.